# مانو ۲۹۳۵۳
سیارک ۲۹۳۵۳ (به انگلیسی: 29353 Manu، نامگذاری:1995OG) بیست و نه هزار و سیصد و پنجاه و سومین سیارک کشف شده‌است که در ۱۹ ژوئیه ۱۹۹۵ کشف شد.